# Oxudercinae
Sous-famille
Les Oxudercinae sont une sous-famille de la famille des Gobiidae, regroupant certaines espèces de poissons appelés Gobies.

## Spécificités

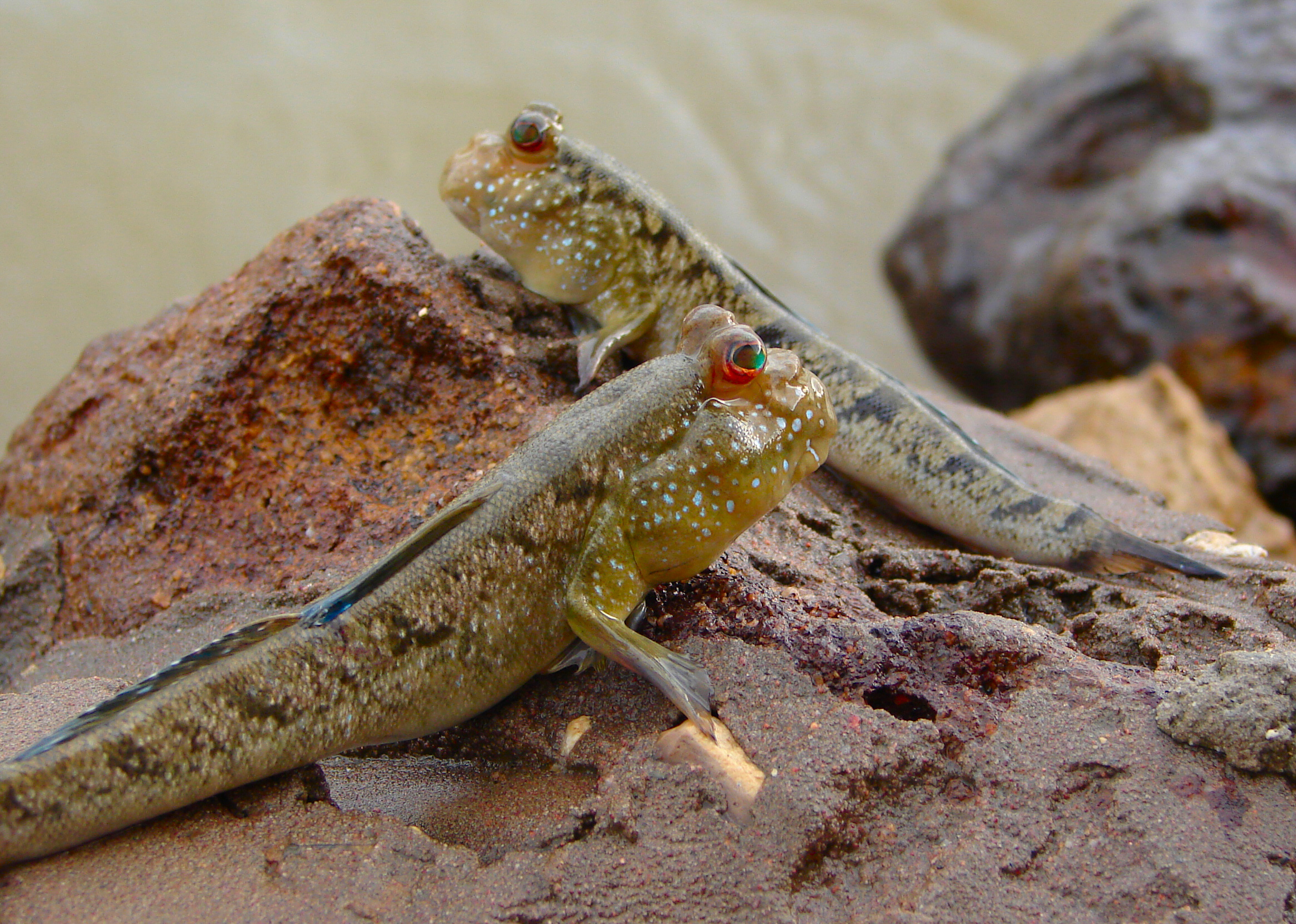
2 gobies du genre Periophthalmus sur un rocher, à l'air libre

Parmi les gobies, cette sous-famille est très spécialisée. Ils sont capables de survivre hors de l'eau grâce à une combinaison d'adaptations comportementales et physiologiques, y compris des nageoires pectorales qui agissent en tant que simple pattes, la capacité de respirer par leur peau (comme les grenouilles) et de creuser des galeries humides pour éviter l'assèchement. Les membres des Oxudercinae vivent dans les zones de marées, en particulier sur les vasières et dans les forêts de mangrove, et se trouvent seulement dans les régions tropicales et subtropicales.

## Historique
La dégradation des habitats causés par la pollution, ainsi que par le remplacement des macrophytes natifs des mangroves (Rhizophora mangle, Rhizophora harrizonii, Rhizophora racemosa, Laguncularia racemosa et Avicenia africana) par des palmiers (Nypa fruticans) ont conduit certaines espèces comme Periophthalmus barbarus au statut d’espèces en danger.
Ces poissons sont sensibles aux polluants environnementaux, particulièrement au début de leur développement, ces agents pouvant interférer avec d’importants processus de développement.
Ces poissons présentent différents degrés d’adaptation au mode de vie amphibien et colonisent entièrement les zones de l’infralittoral, médiolittoral et supralittoral.

## Adaptations

### Adaptations écologiques
Les Oxudercinae sont exposés à un large éventail de nouveaux prédateurs lors de leurs excursions en milieu terrestre, dont des oiseaux, reptiles et mammifères. Ils présentent plusieurs adaptations comportementales afin d’éviter d’être capturés. Ils s'appuient en particulier sur leurs nageoires antérieures pour se déplacer et sautent comme des tétrapodes pour éviter la prédation. Ce comportement de saut est un équivalent écologique de la réponse en milieu aquatique, mais il est utilisé en milieu terrestre.

### Adaptations physiologiques
Les Oxudercinae occupent un habitat dans lequel ils sont souvent exposés à l’air. Ils se déplacent et font des bonds brusques entre les divers habitats du littoral et on les retrouve souvent dans des terriers en présence d’eau mal oxygénée. Ils sont aussi appelés poissons-amphibiens puisque l’échange gazeux en milieu terrestre s’effectue par la peau contrairement en milieu aquatique où l'oxygène est assimilé par des branchies. La structure de l’épiderme est constituée pour l’ensemble du corps d’une couche superficielle, intermédiaire ainsi qu’une strate germinative. Il y a un énorme réseau de capillaires situé dans la couche supérieure et occasionnellement dans la couche intermédiaire. La distance moyenne entre les cellules de l’endothélium des capillaires et la surface de l’épiderme est entre 2,6 à 15,4 µm.

## Liste des genres
- Apocryptes (monotypique)
- Apocryptodon
- Boleophthalmus
- Oxuderces
- Parapocryptes
- Periophthalmodon
- Periophthalmus
- Pseudopocryptes
- Scartelaos
- Zappa (monotypique)